# Prince of Persia
Принц од Персије (енг. Prince of Persia) је франшиза видео-игара чији се први наслов појавио 1989. године, а до сада је продата у преко 20 милиона примерака. Њен творац је Џордан Мечнер. Радња је смештена у фиктивном средњем веку на Блиском истоку, и прати доживљаје младог персијског принца који поседује реликвију уз чију помоћ манипулише временом. Прве две игре биле су дводимензиoналне платформе, док је остатак игара углавном био у тродимензионалном окружењу, са све израженијим акционо-авантуристичким одликама, како су каснији наслови излазили. Након неуспеха прве 3D игре у серијалу (Prince of Persia 3D, 1999), компанија Ubisoft, сада нови власник франшизе, развија рибут трилогију под називом The Sands of Time (2003-2005), и тиме успева да обнови њену популарност и утре пут новим играма смештеним у том окружењу.
Ова франшиза послужила је као узор серијалу Assassin's Creed.

## Прича трилогије Принц од Персије
Prince of Persia: Sands of Time
Прича почиње када један персијски владар одлучује да нападне Индију, тада једну од најмоћнијих империја. Његов син, који је тада био принц, у жељи за доказивањем креће у рат са њим. Када је војска пробила утврђење принц креће у потрагу за легендарном реликвијом, ножем времена, која коју је наводно индијски владар узео са острва времена.
Принц пролази кроз разне просторије и убрзо долази до трезора где проналази нож времена, узима га и уз нож добија тајанствену моћ, контролисања времена. Од тада он може да предвиди будућност, успори време, врати време и уз помоћ песка времена лакше уништи своје противнике. Он заједно са својим оцем креће у мировни „поход“ код султана.
Његов отац поклања пешчани сат султану, а везир, који је помогао у претходном освајању саветује принца да нож треба да убаци у отвор на дну како би ослободио моћ. Не сумњајући ништа, принц то чини и ослобађа песак времена, који све војнике укључујући и његовог оца претвара у пешчана чудовишта. Од тог тренутка принц почиње своју авантуру кроз султанову палату. Ту упознаје принцезу Индије која му помаже да прођу кроз палату. Принц успева да дође до главне хале, где је био његов отац. Пошто нема избора убија његовог оца. Мислећи да је ту крај он тугује за оцем, али онда од принцезе Индије сазнаје да постоји могућност да све врати у нормалу тако што ће нож времена ставити у рупу на врху пешчаног сата.
Њих двоје трагају за пешчаним сатом, али када га проналазе принц не успева да убаци нож, због тога што везир користећи магију ствара олују и због принца који оклева. Принц успева да задржи нож, али завршава у некаквом мрачном месту.
Кад се буди увиђа да му је принцеза узела мач и нож времена и кренула да сама уради оно што принц није успео. Принц покушава да је стигне, али он касни. Пошто је принцеза била недовољно јака пешчана чудовишта је бацају са врха палате, а принц једино успева да ухвати оштрицу ножа времена. Принцеза не успева да задржи нож и пада, а принц покушава да врати време, али нож времена је упио крв и не може да реагује. Тад принц сам креће да изврши мисију.
Уз доста среће он успева да је изврши и врати време до тренутка пре напада на Индију, али ту се не завршава све. Он одлази у палату у Индији са жељом да врати нож времена принцези. Тамо га дочекује везир који је све осмислио. Њих двојица се боре и након што принц побеђује он враћа нож принцези, али схвата да је он једини који се сећа претходне авантуре. Када га принцеза како зна све о песку времена, он одговара реченицом којом и сама игра почиње: „Већина људи мисли да је време као река, тече низводно, али ја сам видео лице времена и веруј ми да је време као океан у бури“.
Prince of Persia: Sands of Time је акциона авантуристичка платформа. Играч контролише протагонисту, неименованог Принца од Персије. Околина је видљива захваљујући 3Ду. Приказ камере се мења у различите позиције које се покрећу уносом одређених области или извођењем радњи. Принц се може померити у свим правцима, и он је у стању да манипулише великим објектима као што су блокови и ручке повезане са механизмима. Његова здравствена и енергетска линија приказана је у горњем левом углу екрана. Принцу се врати у здравље пијењем воде из базена и фонтане. Збирка песка повећава снагу Принца, а пијење воде из скривених чаробних фонтана повећава здравље до максимума. Током неколико поена у игри, Принцу помаже његов пратилац Фарах, који пуца на непријатеље, иако њене стрелице могу такође погодити Принца ако се врати на своју линију ватре. Монструми нападају, а ако се убије, игра се завршава.
Prince of Persia: Warrior Within
У другом делу принц креће на острво времена како би зауставио чудовиште које је пре тога ослободио, Дахаку, тако што би победио царицу времена. Док се његов брод креће кроз буру, он примећује други брод, који се креће ка његовом броду. На другом броду су била чудовишта предвођена девојком. Пошто чудовишта покушавају да заузму брод принц креће у против-напад. Успева да се пробије до девојке која је преводила чудовишта, али ту губи борбу и бива бачен у море. Док тоне принц се присећа речи пророка: „Не можеш променити судбину, ниједан човек то не може.“
Касније се буди на обали острва времена и креће у нову авантуру. Полако се пробија ка замку, смештеном у средини острва. Док се пробија, прати девојку која да је раније победила, а кад она улази у пешчани вртлог и нестаје. Принц такође улази у вртлог и одједном се враћа у прошлост где увиђа да је цео замак као нов. Како пролази кроз замак он примећује чудовиште које је његове висине и грађе, али које га никад не напада.
Касније принц долази до кружног „подијума“, где примећује борбу две девојке. Једна од њих је девојка која га је победила на броду, тако да он одлучује да помогне другој и ту убија девојку са брода. Тада та просторија почиње да се руши и он не сазнаје скоро ништа о другој девојци, која једино жели да он оде од ње. Он наставља да трага за царицом времена и убрзо поново среће девојку коју је спасао. Она се представља као Каилина и да помаже царици времена. Такође она му помаже да отвори врата која воде ка царици времена, али кад их је отворио Каилина долази до трона и узима мачеве.
Испоставља се да је она царица времена и да је предвидела да ће је принц убити, тако да она то хоће да промени тако што ће се сукобити са принцом. Принц побеђује и у нади да је уништио Дахаку креће кући, али испоставља се да је Дахака живи и да га и даље јури. Он доспева у гробницу, где сазнаје за маску која ће га вратити кроз време и дати му још једну прилику.
После дуготрајне потраге, успева да је пронађе, али онда се претвара у чудовиште које је до тада виђао.
Тада „среће себе“ из прошлости и ту Дахака хвата другог њега и тако се ослобађа маске, али пошто се вратио кроз време, мора да се суочи са царицом времена. Ту одлучује да спречи борбу, али пошто не успева бори се са царицом времена и када је требало да је порази он се предаје, али тада се појављује Дахака и прождире царицу времена, али не и принца. Он користи амајлију времена и тако спашава царицу времена.
У последњем делу принц води Каилину, која је оставила престол времена, у Вавилон. На почетку, Каилина прича о принцу: „Сви правимо грешке. Неки од нас мале, а неки велике, али његова грешка је највећа и најстрашнија грешка икад“.
Док су се принц и Калина на бродићу примицали Вавилону, принц је приметио да Вавилон гори. Изненада брод погађа велика кугла која уништава брод. Принц долази до обале, али Каилина се заједно са једним делим брода насукала на обалу у близини војника.
Принц поново почиње да јури, али овог пута чудне војнике, који су носили Каилину ка средишту Вавилона. Када је принц дошао до Каилине угледао је Везира. Нараво безир је био жив јер је принц вратио време. Везир убија Каилину ножем времена, а онда забада нож у себе како би добио бесмртност. У међувремену он ослобађа део песка времена, који поново шири заразу на све војнике, укључујући и принца, кога је делимично заразио. Принц ту покушава да стигне до везира, али литица на којој су били пропада и он пада. У паду успева да узме нож времена који је везир испустио. Он поново добија моћи контроле времена и креће у још једну авантуру.
Убрзо открива своју тамну страну коју је песак времена створио. Када се не налази близу воде он се трансформише у мрачног принца, када добија моћи, али губи енергију.
Преко кровова је покушао да дође до средишта Вавилона. На једном од кровова видео је принцезу Индије, која се наравно није сећала њега, али и поред тога њих двоје су сарађивали како би лакше стигли до заједничког циља, Везира. Убрзо, принцеза Индије сазнаје да је и принц полу, пешчано чудовиште и због тога наставља сама да иде ка везиру. Принц покушава да је стигне, али не успева.
У једној просторији принц и принцеза се поново срећу. Знајући да ће морати да сарађују, наставили су заједно даље. Везир је знао да ће морати да убије принца тако да је на једном мосту сачекао да принц дође до средине, а онда је изненада заробио принцезу која је била на једној страни и уништио мост. Док је падао у таму принц се трансформисао у мрачног принца и успео да се извуче. После великог напора да дође до воде пре него што изгуби сву енергију, он долази до просторије у којој је лежао његов отац, наравно мртав. Како се приближио мачу његовог оца он се вратио у нормалан облик и заувек отерао мрачног принца, бар је он тако мислио. Тада је поново отпочео пењање ка врху спиралног торња где се налазио Везир, а када је стигао до њега, отпочела је борба.
Након што је победио везира који је био полу бесмртан, са обликом летећег шкорпиона, принц је морао да победи мрачног принца у својој глави. Да би победио мрачног принца морао је да га заобиђе и заборави на бес, а онда се повратио. Ту је била принцеза Индије која га је питала како је знао ко је она, а он је одговорио као и први пут: „Већина људи мисли да је време као река, тече низводно, али ја сам видео лице времена и веруј ми да је време као океан у бури“.

## Принц од Персије (филм)
Премијера филма Принц од Персије; Песак времена званично је заказана за 28. мај 2010. године. Филм се заснива на првом делу игре (The Sands Of Time), али садржи и неке делове другог (Warrior Within) и трећег (The Two Thrones) дела игре Принц од Персије. Продуцент филма је Џери Брукхејмер (продуцент познатих филмова попут Перл Харбор, Пирати са Кариба, Национално благо, Краљ Артур, CSI серијала itd.), а режисер је Мајк Њуел (режисер филма Хари Потер и Ватрени пехар).
Главне улоге: 
Џејк Џиленхол - Принц Дастан
Џема Артертон - Тамина
Бен Кингсли - Низам
Алфред Молина - Шеик Амар

## Игре
| Године | Име                                                  | Систем |
| ------ | ---------------------------------------------------- | --- |
| 1989   | Prince of Persia                                     | DOS, Amiga, ST, CPC, Macintosh, Apple II, Game Boy, NES, Game Gear, Master System, Mega Drive, Sega Mega-CD, SAM Coupé, Super Nintendo |
| 1993   | Prince of Persia 2: The Shadow and the Flame         | DOS, Super Nintendo, Macintosh |
| 1996   | Prince of Persia                                     | ZX Spectrum 128K |
| 1999   | Prince of Persia 3D                                  | Windows, Dreamcast |
| 2002   | Prince of Persia: Harem Adventures                   | Mobilni telefon |
| 2003   | Prince of Persia: The Sands of Time                  | Windows, PlayStation 2, PlayStation 3, Xbox, GameCube                                                                                  |
| 2004   | Prince of Persia: Warrior Within                     | Windows, PlayStation 2, PlayStation 3, Xbox, GameCube, iPhone                                                                          |
| 2005   | Prince of Persia: Revelations                        | PSP |
| 2005   | Prince of Persia: The Two Thrones (oz. Rival Swords) | Windows, PlayStation 2, PlayStation 3, Xbox, GameCube, Mac OS X, PSP, Wii                                                              |
| 2005   | Battles of Prince of Persia                          | Nintendo DS |
| 2007   | Prince of Persia Classic                             | Xbox 360, PlayStation 3 |
| 2008   | Prince of Persia                                     | Windows, Xbox 360, PlayStation 3, Mac OS X                                                                                             |
| 2008   | Prince of Persia: The Fallen King                    | Nintendo DS |
| 2008   | Prince of Persia                                     | Mobilni telefon |
| 2009   | Prince of Persia: Epilogue                           | Xbox 360, PlayStation 3 |
| 2010   | Perzijski princ: Sipine časa (film)                  | |
| 2010   | Prince of Persia: Die vergessene Zeit                | Windows, PSP, PlayStation 3, Xbox 360                                                                                                  |
| 2010   | Prince of Persia: The Forgotten Sands                | Wii, NDS |
| 2010   | Prince of Persia Retro                               | iOS |
| 2011   | Prince of Persia                                     | C64 ( |
| 2012   | Prince of Persia Classic                             | iOS, Android |
| 2018   | Prince of Persia                                     | BBC Master |
| 2021   | Prince of Persia                                     | Atari XE |